# Cegłów
Cegłów è un comune rurale polacco del distretto di Mińsk, nel voivodato della Masovia.
Ricopre una superficie di 95,74 km² e nel 2004 contava 6 563 abitanti.